# Bathyplotes phlegmaticus
Bathyplotes phlegmaticus is een zeekomkommer uit de familie Synallactidae.
De wetenschappelijke naam van de soort werd in 1901 gepubliceerd door Carel Philip Sluiter.